# Джон Харвард
Джон Харвард (на английски: John Harvard) е английски християнски проповедник, в чест на когото е наречен Харвардският университет. Той завещава половината си имущество и библиотека на университета. Умира едва 30-годишен.

## Биография

### Ранни години
Джон Харвард е роден на 26 ноември 1607 г. Израства в Съдърк, Съри (днес част от Лондон). Той е четвъртото от деветте деца на Робърт Харвард (1562 – 1625), месар и собственик на магазин, и Катрин Роджърс (1584 – 1635), родена в Стратфорд. Получава образование в гимназия „Свети Спасител“, където баща му е член на управителния съвет и надзирател на енорийската църква.
През 1625 г. неговите баща, сестра и двама от братята му умират от бубонна чума. След известно време майката на Джон се жени за Джон Елетсън (1580 – 1626), който умира след няколко месеца. През 1627 г. Катрин се сгодява за Ричард Йеарвуд (1580 – 1632). Тя умира през 1635 г., а брат му Томас – през 1637 г.
Катрин има известни средства и успява да изпрати Харвард в Кеймбриджки университет. На 19 декември 1627 г. той е приет в Емануил колидж с платено обучение и през 1632 г. получава степен бакалавър по хуманитарни науки, а през 1635 г. – степен магистър по хуманитарни науки. След завършване на университета Харвард е ръкоположен в сан свещеник конгрегационалист.

### Женитба и кариера
На 19 април 1636 г. Харвард се жени за Ен Седлер (1614 – 1655).
През втората половина на 1637 г. те емигрират в Нова Англия, където Харвард става свободен гражданин на Масачузетс и се установява в Чарлстаун (сега част от Бостън), ставайки там проповедник на Първата църква.
През април 1638 г. Харвард е включен в състава на комитета по подготовка на набор от закони за колонията и му е даден собствен парцел земя.
Построява си къща на улица Кънтри (днес Главна улица), близо до пресечката с Лейн – на това място днес се намира паркът „Джон Харвард“.

### Смърт
На 14 септември 1638 г. Харвард умира от туберкулоза и е погребан в Чарлстонското гробище на улица Фипс. През 1828 г. випускници на Харвардския университет поставят там гранитен надгробен паметник в негова чест, тъй като първоначалният надгробен паметник изчезва по време на Американската революция.
Вдовицата на Харвард, Ан, се жени за Томас Алън, приемник на Харвард на поста учител в Чарлстаунската църква. Алън става разпоредител на волята на Харвард и неговото наследство.

## Основател на Харвардския университет
Две години преди смъртта на Харвард Генералното законодателно събрание на колонията на Масачузетския залив, желаейки „да се насърчават знанията и да се предават те на потомството, страхувайки се да оставят неграмотно духовенството в църквите, когато настоящите ни проповедници се превърнат в прах“, заделя 400 паунда за „училище или колеж“, който по това време започва да се нарича Нютаун. В устното си завещание, изказано пред съпругата му, бездетният Харвард, който наследява значително състояние от баща си, майка си и брат си, завещава на това училище 780 паунда – половината от наследството си в паричен еквивалент, а другата половина оставя на съпругата си. Тази сума била примерно равна на всички годишни данъци, събирани от колонията на Масачузетския залив.
Нещо повече, той подарява и около 400 тома (около 329 наименования, някои книги били многотомни), от своята научна библиотека на новия колеж, основан през 1636 г. Като благодарност за това дарение, през 1639 г. е решено, че „колежът, който преди това е бил Кеймбридж, да се нарича Харвардски колеж.“ (Още преди смъртта на Харвард Нютаун е преименуван на Кеймбридж в чест на английския университет, който са завършили много колонисти, включително самия Харвард).

### Митът за „основаването“
В туристическите пътеводители и във вестника на Харвардския колеж „The Harvard Crimson“ се твърди, че Джон Харвард не заслужава званието основател, тъй като гласуването в колонията е станало две години преди смъртта на Харвард. Но, както се посочва през 1934 г. в писмото на Джером Дейвис Грин, секретар на Харвардското обединение, основаването на Харвардския колеж е плод на усилията не само на един човек, а на много – затова Джон Харвард се счита не за единствен основател, а за един от тях.
Въпреки това, независимо че развенчаването на митовете е важно, трябва да се отдаде заслугата на историческите факти. Действително, колежът е основан на 28 октомври 1636 г., но приносът на Харвард в първите години от появата на това учебно заведение е значителен, благодарение на което Генералното законодателно събрание признава това и през март 1639 г. дава името Харвард на този колеж. Това става почти две години преди появата на първия президент и четири години преди първия випуск студенти.

### Паметникът на Джон Харвард
През 1884 г. скулпторът Даниел Френч започва да прави паметник на Джон Харвард специално за тържествата по случай 250-годишнината на университета, която се отбелязва през 1885 г., обаче не се намерило нито едно изображение на Харвард, и модел става студент от Харвардския университет (Шерман Хоер). Този паметник стои в двора на университета и се смята за негова забележителност.
Паметникът понякога е наричан „Скулптура на трите лъжи“ във връзка с това, че фигурата не е на Джон Харвард, че той не е основателят и че университет не е създаден през 1638 г. (годината на смъртта на Джон Харвард).